# Rosignol
Rosignol es una localidad de Guyana en la región Mahaica-Berbice. 
Se ubica en la ribera occidental del río Berbice, enfrente de Nueva Ámsterdam, constituyendo el punto principal de cruce.

## Demografía
Según censo de población 2002 contaba con 1908 habitantes. La estimación 2010 refiere a 3108 habitantes.
Ocupación de la población
| Dato      | Funcionarios | Profesionales y técnicos | Clero | Comercio y Servicios | Act. agrícolas | Act. industriales | Ocup. elementales | S/D  | Total |
| --------- | ------------ | ------------------------ | ----- | -------------------- | -------------- | ----------------- | ----------------- | ---- | ----- |
| Población | 16           | 76                       | 33    | 239                  | 68             | 46                | 395               | 1035 | 1908  |